# Órgão de Valenciennes
O órgão de Valenciennes, nomeado em homenagem ao naturalista francês Achille Valenciennes, é um dos dois órgãos sexuais secundários da fêmea do gênero Nautilus. O outro é o órgão laminado de Owen. A sua função exata é desconhecida.